# Faubourg du Moustier

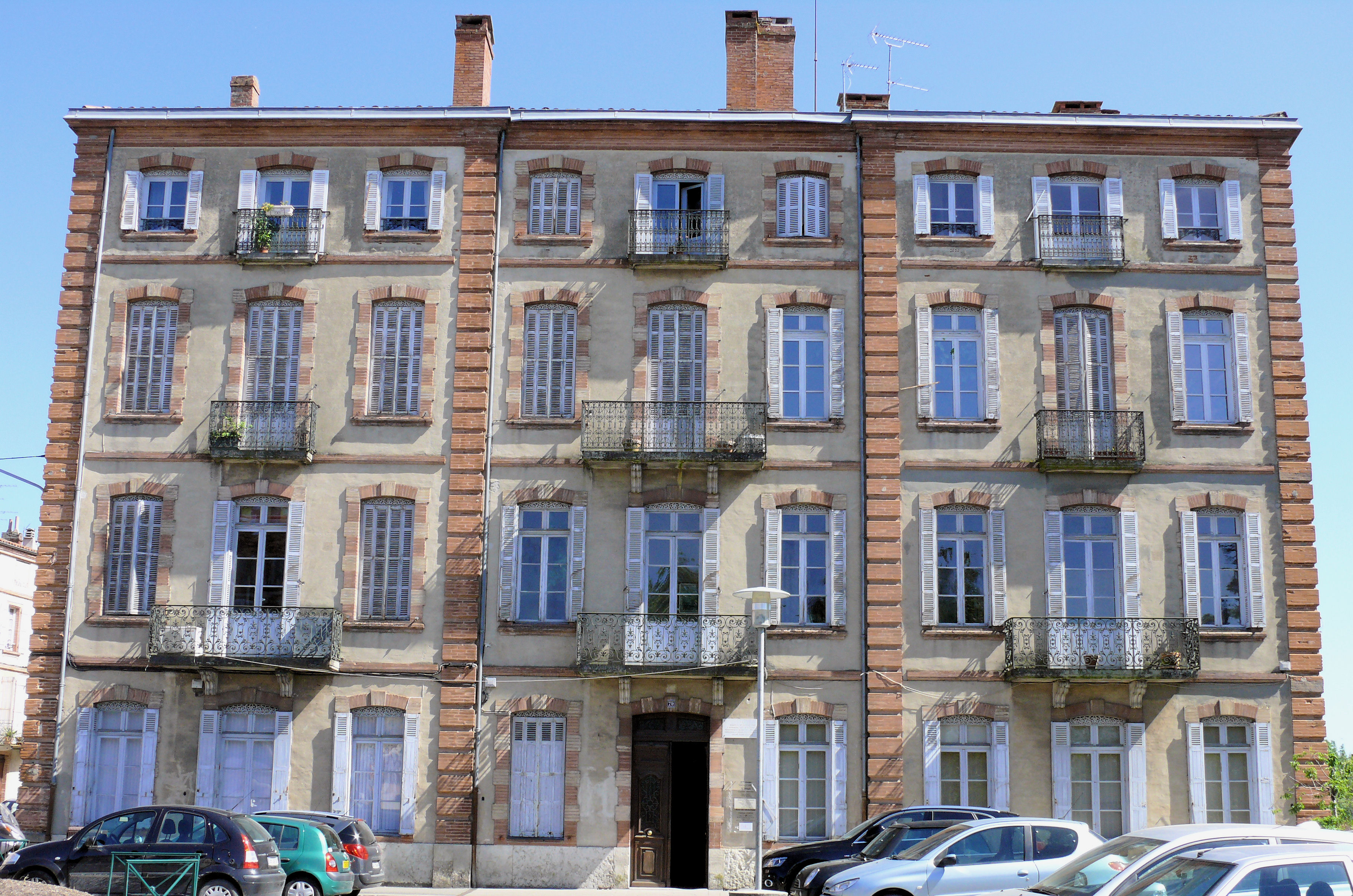
Maison Foissac, Faubourg du Moustier 79

De Faubourg du Moustier is een straat en een historische buurt in de Franse stad Montauban (Tarn-et-Garonne). De straat loopt in zuidoostelijke richting evenwijdig met de rivier de Tescou. De buurt strekt zich uit tussen de Tescou en de Faubourg Lacapelle.

## Geschiedenis
De weg ontstond in de 12e eeuw als verbindingsweg tussen de abdij van Montauriol en Montauban. Het was een van de belangrijkste toegangswegen tot de stad, die uitgaf op de stadspoort Porte du Moustier. Aan het begin van de 14e eeuw, nadat de abdijkerk kathedraal van het nieuw opgerichte bisdom Montauban was geworden, kwam er bebouwing langs de weg. In de 18e eeuw bouwden de aristocratie en de rijke burgers van Montauban hier hun luxueuze huizen. Ze hadden er immers beschikking over grotere percelen dan in de binnenstad van Montauban en op de oevers van de Tescou konden ze grote tuinen aanleggen. Kunstschilder Jean-Auguste-Dominique Ingres werd in 1780 geboren in de Faubourg du Moustier. Ook wetenschapper en burgemeester Anne Jean Pascal Chrysostome Duc-Lachapelle (1765-1814) werd geboren in de straat.

## Gebouwen

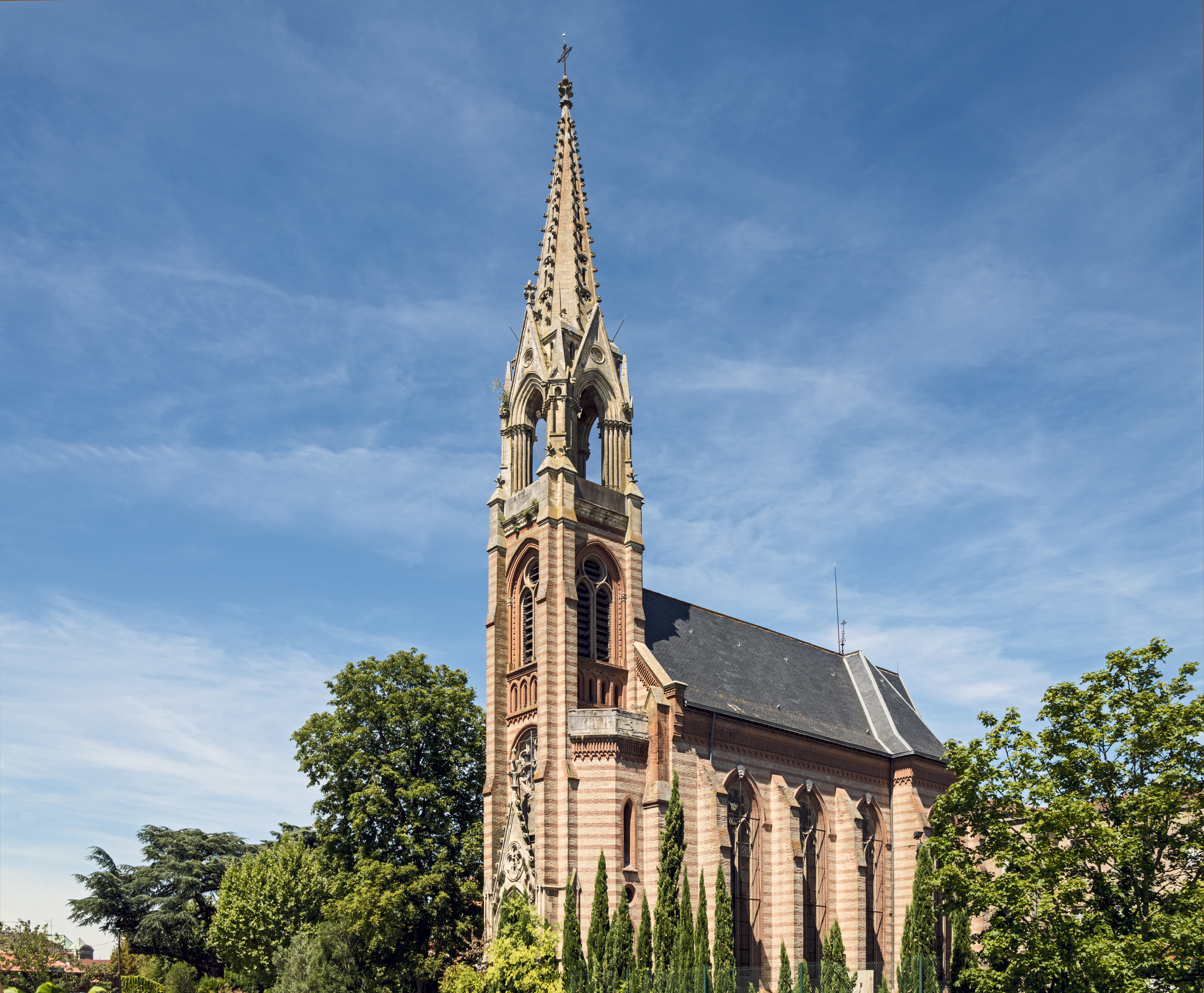
Kapel Immaculée Conception

Op de hoek van de Faubourg du Moustier en de Allées de Mortarieu staat het Hôtel Caumont de Laforce, gebouwd in 1704 in opdracht van de koopman Pierre de Saint-Sardos. Het Hôtel de Granès (eind 18e eeuw) behoorde toe aan Antoine de Moulinet de Granès die tijdens de Restauratie burgemeester van Montauban was. Het Hôtel Château was de woning van de militaire commandant van de stad.
Op  het einde van de Faubourg du Moustier, op de Place Monseigneur-Théas, staat de kapel Immaculée Conception uit 1863. Hier stond eerder de kapel van het grootseminarie, gebouwd in de 17e eeuw en afgebroken na de Franse Revolutie.